# Josef Krečmer
Josef Krečmer (ur. 1951 w Opawie) – czeski kierowca wyścigowy.

## Życiorys
Pochodzi z rodziny o tradycjach motorsportowych. Ukończył średnią szkołę przemysłową w Bruntálu. Karierę sportową rozpoczął w wieku piętnastu lat od startów w motocrossie. Na torach wyścigowych debiutował Trabantem, a w 1978 roku rozpoczął starty w Formule Škoda. W sezonie 1984 zdobył mistrzostwo tej serii, a rok później zadebiutował w Formule Easter. W 1987 roku został wicemistrzem Formuły Easter. Ogółem trzynastokrotnie zdobywał wyścigowe mistrzostwo Czechosłowacji w różnych kategoriach. Po upadku socjalizmu rywalizował między innymi w mistrzostwach Europy w wyścigach górskich, używając takich pojazdów, jak Ralt (RT32 i RT24) oraz Lucchini P3. Karierę zakończył w 2002 roku.
Po zakończeniu kariery był przewodniczącym komisji odpowiedzialnej za czeskie wyścigi górskie. W 2014 roku zajął się przygotowaniem gokartów.

## Życie prywatne
Ma dwie córki: Lucię i Pavlę.

## Wyniki
| Legenda oznaczeń w tabelach wyników Wyświetl szablon na nowej stronie | Legenda oznaczeń w tabelach wyników Wyświetl szablon na nowej stronie                                                                     |
| Oznaczenie                                                            | Wyjaśnienie |
| --------------------------------------------------------------------- | --- |
| Złoty                                                                 | Zwycięzca lub mistrzostwo |
| Srebrny                                                               | 2. miejsce lub wicemistrzostwo |
| Brązowy                                                               | 3. miejsce lub II wicemistrzostwo |
| Zielony                                                               | Ukończył, punktował (w klasyfikacji generalnej, gdy zdobył co najmniej jeden punkt na przestrzeni sezonu, poza trzema powyższymi opcjami) |
| Niebieski                                                             | Ukończył, nie punktował (w klasyfikacji generalnej, gdy nie zdobył co najmniej jednego punktu na przestrzeni sezonu)                      |
| Czerwony                                                              | Nie zakwalifikował się (NZ) |
| Czerwony                                                              | Nie prekwalifikował się (NPK) |
| Różowy                                                                | Nie ukończył (NU) |
| Różowy                                                                | Niesklasyfikowany (NS) (w klasyfikacji generalnej, gdy nie został sklasyfikowany w żadnym wyścigu sezonu)                                 |
| Czarny                                                                | Zdyskwalifikowany (DK) |
| Czarny                                                                | Wykluczony (WYK/EX) |
| Biały                                                                 | Nie wystartował (NW) |
| Biały                                                                 | Kontuzjowany (K/INJ) |
| Biały                                                                 | Wyścig odwołany (OD/C) |
| Bez koloru                                                            | Został wycofany (WYC/WD) |
| Bez koloru                                                            | Nie przybył (NP/DNA) |
| Bez koloru                                                            | Nie brał udziału w treningach (NT/DNP) |
| Bez koloru                                                            | Nie został zgłoszony (–) |
| Pogrubienie                                                           | Start z pole position |
| Kursywa                                                               | Najszybsze okrążenie wyścigu |
| †                                                                     | Nie ukończył, ale jego rezultat został zaliczony ze względu na przejechanie więcej niż 90% dystansu wyścigu.                              |
| *                                                                     | Sezon w trakcie |
| 1/2/3                                                                 | Punktowana pozycja w sprincie kwalifikacyjnym                                                                                             |
| Lista systemów punktacji Formuły 1                                    | |

### Puchar Pokoju i Przyjaźni
| Rok  | Samochód | Silnik | Wyniki w poszczególnych eliminacjach | Wyniki w poszczególnych eliminacjach | Wyniki w poszczególnych eliminacjach | Wyniki w poszczególnych eliminacjach | Pkt. | Msc. |
| ---- | -------- | ------ | ------------------------------------ | ------------------------------------ | ------------------------------------ | ------------------------------------ | ---- | ---- |
| 1990 |          |        | Polska                               | Czechosłowacja                       |                                      |                                      | 10   | 12   |
| 1990 | MTX 1-06 | Łada   | -                                    | 4                                    | -                                    | -                                    | 10   | 12   |